# Busisiwe Mkhwebane

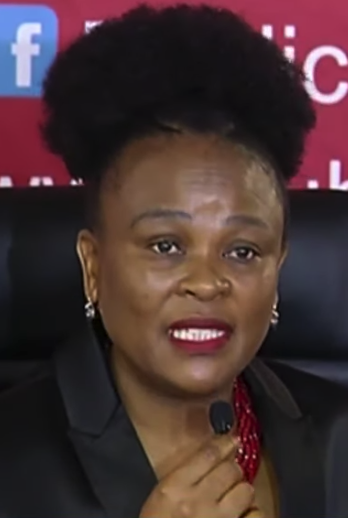
Busisiwe Mkhwebane, 2019

Busisiwe Mkhwebane là một người ủng hộ Nam Phi, người được chỉ định làm Luật sư công chúng của Nam Phi từ từ 2016 đến 2022 khi cô thay thế Thuli Madonsela.

## Tuổi thơ và giáo dục ban đầu
Mkhwebane được sinh ra tại Bethal ở Mpumalanga vào ngày 2 tháng 2 năm 1970, trúng tuyển vào trường trung học Mkhephula năm 1988. Cô tốt nghiệp với bằng BProc, sau đó là LLB từ Đại học Bắc (nay là Đại học Limpopo). Sau đó, cô đã có được bằng tốt nghiệp về luật doanh nghiệp và bằng tốt nghiệp cao hơn về thuế từ Đại học Rand Af Nam (nay là Đại học Johannesburg). Năm 2010, cô đã hoàn thành bằng thạc sĩ về lãnh đạo doanh nghiệp tại Đại học Nam Phi.

## Nghề nghiệp
Năm 1994, Mkhwebane gia nhập Bộ Tư pháp với tư cách là Công tố viên sau đó từ năm 1996 với tư cách là Chuyên viên Hành chính Pháp lý trong Ban Giám đốc Quan hệ Quốc tế. Năm 1998, cô gia nhập Ủy ban Nhân quyền Nam Phi với tư cách là nhà nghiên cứu cao cấp. Năm sau, cô gia nhập văn phòng của Bộ Bảo vệ Công cộng với tư cách là điều tra viên cao cấp và đại diện cho tỉnh. Năm 2005, cô rời khỏi để tham gia Bộ Nội vụ với tư cách là giám đốc về các vấn đề tị nạn, trở thành giám đốc điều hành trong quản lý người xin tị nạn vào năm 2009. Từ năm 2010 đến 2014, cô làm Cố vấn Dịch vụ Di trú và Dân sự tại Đại sứ quán Nam Phi tại Trung Quốc. Năm 2014, việc triển khai của cô bởi Nội vụ đã kết thúc ở Trung Quốc khi trở về Nam Phi, cô là giám đốc về quản lý thông tin và hợp tác quốc gia tại Sở Nội vụ. Mkhwebane sau đó làm việc như một nhà phân tích cho Cơ quan An ninh Nhà nước từ tháng 7 năm 2016 đến tháng 10 năm 2016 trước khi bà được bổ nhiệm làm Luật sư Công cộng vào tháng 10 năm 2016.
bà đã từng là thành viên hội đồng quản trị của Quỹ tị nạn, nơi các khoản thanh toán cho hỗ trợ tài chính được gửi cho những người tị nạn gặp nạn. Bà cũng là Giám đốc Phát triển Kinh doanh tại Iyanilla Bricks.
Vào tháng 6 năm 2022, Tổng thống Cyril Ramaphosa đã đình chỉ Hòa giải viên của Cộng hòa Busisiwe Mkhwebane, người được cựu Tổng thống Jacob Zuma bổ nhiệm làm người đứng đầu cơ quan chống tham nhũng và thường xuyên bị buộc tội thiên vị.